# 奧地利的瑪麗亞·特蕾莎 (1762-1770)
瑪麗亞·特蕾西亞·伊麗莎白·菲莉賓·路易絲·約瑟法·瓊安（英語：Maria Theresa Elisabeth Philippine Louise Josepha Joan，1762年3月20日—1770年1月23日），為奧地利女大公瑪麗·路易莎(德語：Maria Theresia Elisabeth Philippine Louise Josephe Johanna)，她是约瑟夫二世和妻子帕尔马公主伊莎贝拉的长女。1770年患胸膜炎夭亡。